# Dolcí
Dolcí (1250-1307), conegut també com a Fra Dolcino o Dolcí de Novara (en italià: Dolcino da Novara), va ser un líder religiós italià, continuador del mil·lenarisme de Gherardo Segarelli al davant de la secta dels Germans Apostòlics (en italià: Fraticelli Apostolici), que van prendre el nom de dulcinites. Va predicar la proximitat de la fi dels temps i el descens de l'Esperit sobre els apostòlics. El papa Climent V va decretar contra ell i els seus seguidors una croada, durant la qual va ser capturat, torturat i cremat viu.

## Dolcí i els Germans Apostòlics
No es coneix amb exactitud el lloc de naixement de Dolcí, el veritable nom del qual era pel que sembla Davide Tornielli, però es creu que va néixer a la província italiana de Novara, pertanyent al Piemont. Segons la inquisició de Bernat Gui, era fill il·legítim d'un capellà, que va fugir a Vercelli després de ser condemnat per lladre, per unir-se a la secta de Segarelli, aquest «captaire boig i sodomita», on es dedicaven als robatoris i al sexe lliure. No obstant això, la majoria de les fonts coincideixen a assenyalar-lo com a fill d'una rica família, predicador competent i carismàtic, amb bon coneixement de la Bíblia, i que va cursar, des de jove, estudis eclesiàstics.
A la mort de Segarelli, Dolcí va esdevenir líder dels Germans Apostòlics, i el 1303 va emigrar amb els seus seguidors a les muntanyes del Trentino, prop del Llac de Garda, on va conèixer Margherita di Trento, filla de la comtessa Oderica di Arco, que a partir de llavors va ser la seva companya a la que els cronistes posteriors van qualificar com a «bellíssima».
El 1304, els seus adeptes van travessar les muntanyes lombardes fins a Valsesia, on el nombre es va incrementar amb serfs que fugien del domini dels bisbes de Novara i Vercelli.
El grup fundar per Dolcí va comptar ea l'apogeu un màxim d'entre cinc mil i deu mil de seguidors. Climent V va despatxar des d'Avinyó una croada contra els dolcinians, i va concedir als qui hi participessin una indulgència plenària. Les tropes van ser dirigides pel bisbe de Vercelli, Raniero.
Els dolcinians es van procurar aliment per mitjà de pillatges als camps de Valsesia, mentre es refugiaven en una improvisada fortificació a la muntanya Rubello, prop de Biella, on van patir la fam i les nevades. Quan van ser derrotats, durant la Setmana Santa de l'any 1307, la majoria dels Germans Apostòlics van ser assassinats immediatament, però el mateix Dolcí, la seva companya Margherita i el seu lloctinent Longino di Bèrgam van ser capturats per al seu posterior judici per la Inquisició. Els dos últims van ser condemnats i cremats a la foguera a Biella el juny de 1307. Dolcí va ser obligat a presenciar els seus suplicis, oportunitat en què va mostrar una enteresa notable, segons les memòries de l'època. El juliol del mateix any Dolcí va ser torturat i cremat viu a Vercelli, sorprenent a públic i botxins per la seva temprança davant els turments, excepte quan li van arrencar el penis, quan Dolcino va deixar escapar un llarg sospir.

## Les idees de Dolcí
És difícil separar les seves veritables idees de les acusacions formulades per a justificar la croada ordenada per la Santa Seu, llavors radicada a Avinyó. Va anunciar una imminent fi dels temps, en el qual l'ordre i la pau serien restablits. Va criticar l'Església per l'acumulació de riquesa i va predicar l'austeritat.S'oposava a la jerarquia eclesiàstica i preconitzava que tornés als seus ideals originals de pobresa i humilitat. Refusava el sistema feudal. Volia alliberar els homes de qualsevol restricció i crear una societat igualitària, d'ajuda i respecte mutus, basada en la propietat comunitària i en la igualtat de sexes.
Per aquestes idees, va ser considerat un dels reformadors de l'església, i un dels fundadors dels ideals de la revolució francesa, i fins i tot de l'anarquisme i del socialisme.
Segons Dolcí, la història de la humanitat constava de quatre períodes:
- El de l'Antic Testament, caracteritzat per la multiplicació del gènere humà.
- El de Jesucrist i els Apòstols, caracteritzat per la castedat i pobresa.
- L'iniciat per l'emperador Constantí i el Papa Silvestre I, caracteritzat per una decadència de l'Església a causa de l'acumulació de riqueses i ambicions.
- El dels apostòlics, caracteritzat per la manera de viure auster, en pobresa i castedat, que es perllongaria fins a la fi dels temps.

Dolcí va escriure les seves idees en una sèrie de lletres als Apostòlics entre el 1300 i el 1307, de les quals almenys tres van ser compilades per Bernardo Gui al seu De secta illorum qui dicunt esse d'ordine Apostolorum.

## Dolcí en la literatura
Dante Alighieri nomena Dolcí en La Divina Comèdia (Infern XXVIII, 55-60), i posa en la boca de Mahoma les següents paraules, en les quals li recomana proveir-se de queviures i abric per evitar la seva propera derrota per part del bisbe de Vercelli, que anomena «el novarés»: 
| «                        | Or di a fra Dolcino dunque che s'armi, Tu che forse vedrai il sole in breve, S'ello non vuol qui tosto seguitarmi, Si di vivanda, che stretta di neve Non rechi la vittoria al Noarese, Che altrimenti acquistar non saria leve. | Doncs digues-li a Fra Dolcí que s'avitualle tu que tal vegada aviat veuràs el sol si no desitja unir-se'm aquí, cremat que es procuri queviures, doncs les nevades donaran pas la victòria del novarés que d'una altra manera no li seria fàcil conquistar | » |
| — Dante, Divina Commedia | | |   |

Friedrich Nietzsche va exaltar la figura de Dolcí com a prototip del superhome, imaginant-lo «dolç i despietat, per sobre de tota miserable moral, l'individu capaç de col·locar-se més enllà del bé i del mal». Francesc Eiximenis en parla com un «malvat hom» tot i no és segur si parlava de Dolcí o més aviat de Bentivegna da Gubbio, que tots dos considera com heretges. L'escriptor francès Marcel Schwob li dedicà un capítol «Frate Dolcino, Hérétique» a les seves Vides imaginàries (1896).
Umberto Eco esmenta Dolcí sovint en la novel·la El Nom de la Rosa. El diàleg entre el narrador, Adso, i el vell Ubertino, explica la història de Dolcí, però en deixa una gran part a la imaginació del lector.